# Super Street Fighter IV
Super Street Fighter IV (スーパーストリートファイター IV, Sūpā Sutorīto Faitā Fō) é um jogo eletrônico de luta lançado em 2010 pela Capcom. É uma versão atualizada de Street Fighter IV. Por ser grande demais para ser uma atualização disponível pela internet, o jogo foi transformado em título independente, com um preço mais baixo. Antes de anunciar a versão Ultra do 4º SF em 2013. O jogo foi lançado no Japão, Europa e Estados Unidos para PlayStation 3 e Xbox 360. Super Street Fighter IV é um dos primeiros jogos lançados para o Nintendo 3DS, com recursos 3D.

## Jogabilidade

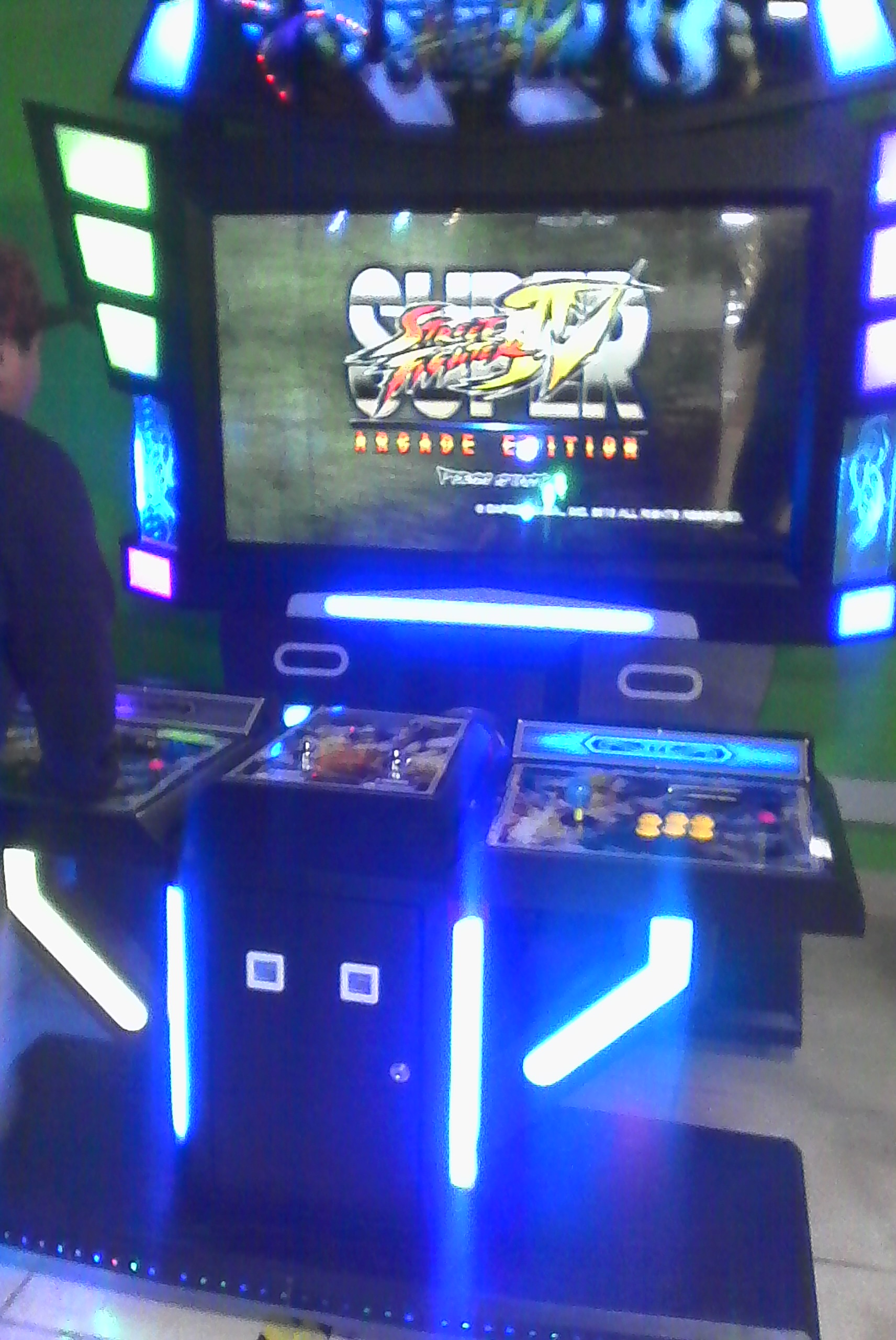
Gabinete de fliperama de Super Street Fighter IV.

Assim como Street Fighter IV, Super Street Fighter IV traz cenários 3D e personagens controláveis em plano 2D. Os "Focus Attacks" e barras diferentes para "Super" e "Ultra" combos retornam. A barra de  "Ultra Combo" não sofreu alterações em relação a Street Fighter IV, mas os jogadores podem escolher entre dois Ultra Combos para cada personagem.
O objetivo é zerar a barra de energia do oponente antes que o tempo acabe.
Assim como em versões anteriores, Super Street Fighter IV é jogado com um sistema direcional em oito direções que permite que os personagens pulem, se abaixem e se movam para perto ou para longe do oponente. Em geral, existem seis botões de ataque para comandos com socos e chutes, com três para cada categoria e que se diferem por força e velocidade. Como na série de jogos Street Fighter III, os jogadores podem desferir arremessos e ações personalizadas ao pressionar ao mesmo tempo os botões fraco e forte de soco e chute, respectivamente.
Durante o modo de um jogador, existem estágios bônus para acumulação de pontos adicionais, como os encontrados em Street Fighter II. O primeiro envolve a destruição de um carro e o segundo a quebra de barris.

## Novos Personagens
Os lutadores que foram adicionados, além dos já presentes em SFIV, são T. Hawk, Dee Jay, Guy, Cody, Adon, Ibuki, Makoto e Dudley. O jogo ainda tem a presença de dois personagens inéditos: Juri, uma taekwondista sul coreana, e Hakan, um perito turco em luta de azeite (turco: 'yağlı güreş). Na versão Arcade, foram adicionados Yun e Yang, de Street Fighter III, Evil Ryu, de Street Fighter Alpha\Zero 3, e uma versão obscura de Akuma, denominada Oni.
| Personagens Antigos                                                                                 | Personagens Antigos                                                                                      | Personagens Novos                                     | Personagens de SSF IV                                                  | Personagens de SSF IV: AE     |
| --------------------------------------------------------------------------------------------------- | --- | ----------------------------------------------------- | ---------------------------------------------------------------------- | ----------------------------- |
| - Ryu - Ken - Chun-Li - Guile - E. Honda - Blanka - Dhalsim - (Anterior)/(Agora) Zangief - M. Bison | - Balrog - Sagat - Vega - Akuma - T. Hawk - Dan Hibiki - Fei Long - Cammy - Sakura Kasugano - Gen - Rose | - Abel - C. Viper - El Fuerte - Rufus - Seth - Gouken | - Adon - Dee Jay - Cody - Guy - Ibuki - Makoto - Dudley - Juri - Hakan | - Yang - Yun - Evil Ryu - Oni |